# Твід (тканина)

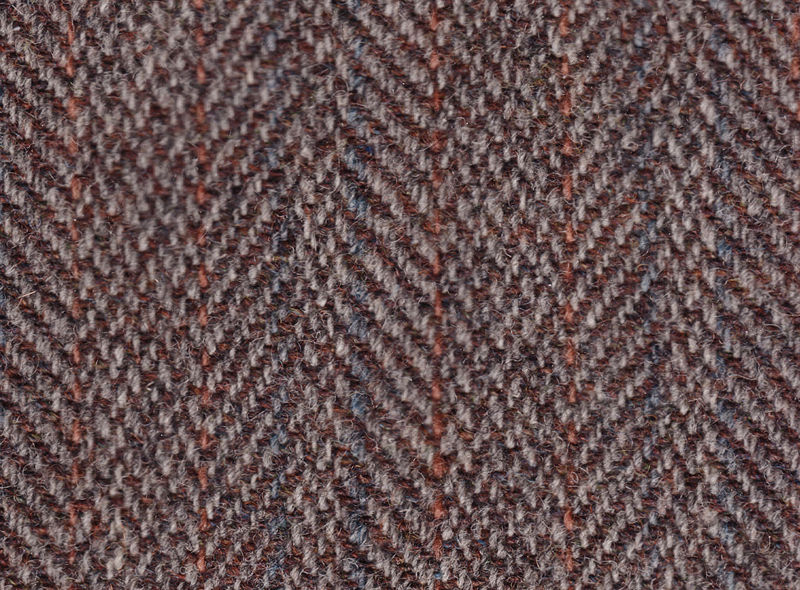
Зразок твідової тканини

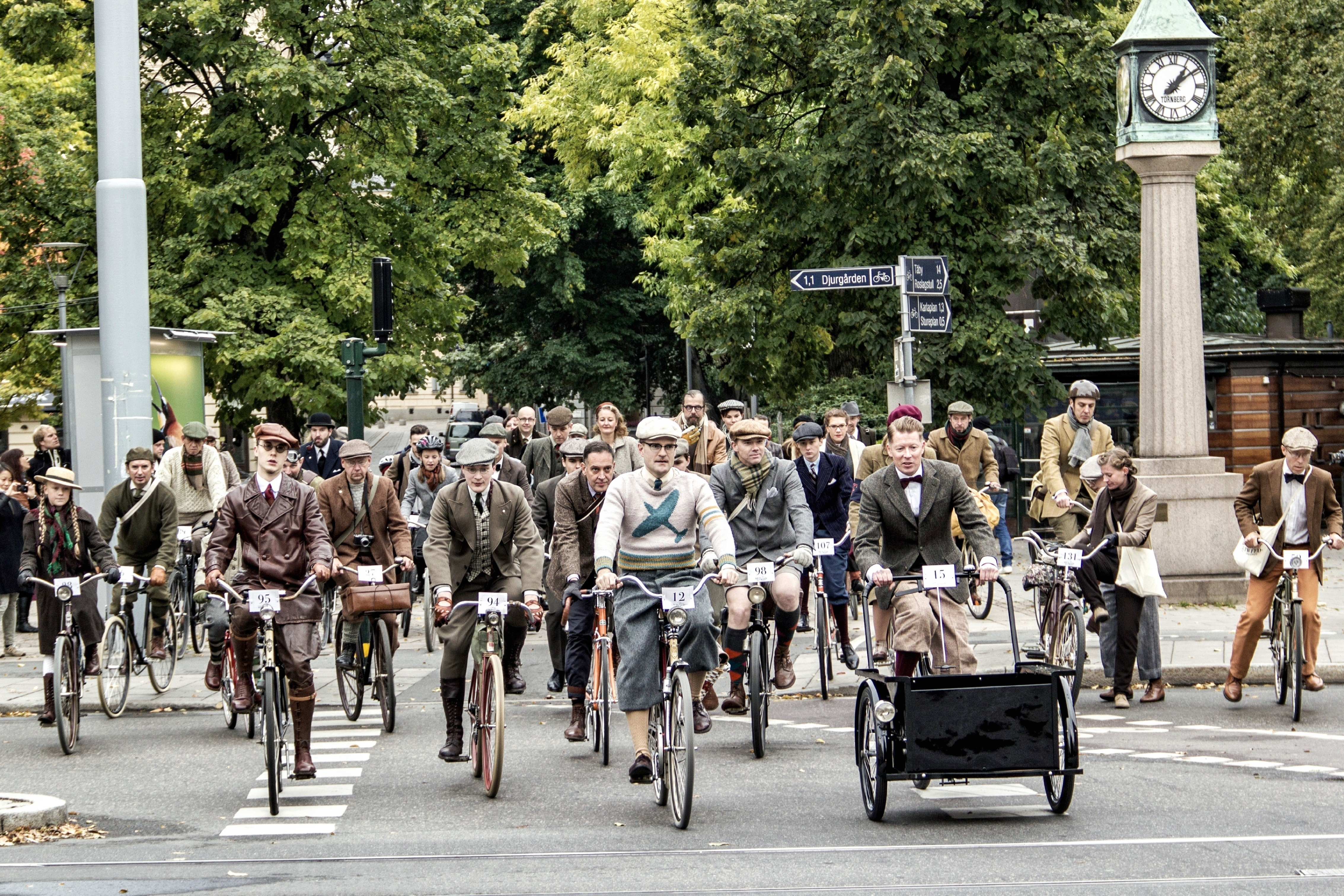

Твід (англ. tweed) — вовняна тканина, еластична, середньоважка, м'яка на дотик, з невеликим ворсом, зазвичай саржевого (діагонального) переплетення. Буває меланжева, мулінована тканина, частіше з кольоровими вузликами. З цієї тканини шиють дамські сукні, спідниці, костюми, пальто, сумки, а також чоловічі піджаки, штани та головні убори.

## Походження назви
Спочатку тканина називалася твіл, так в Шотландії називався твіл, тканина саржевого переплетення. Відповідно до історії, яку виклав герцог Віндзорський (колишній король Едуард VIII) у своїй автобіографічній книзі Windsor Revisited («Згадуючи Віндзор»), нинішню свою назву тканина отримала практично випадково. Близько 1830 року один лондонський купець отримав листа з шотландського містечка Хоїк, в якому йшлося про тканину твіл (tweels). Читаючи рукопис, купець невірно розібрав слово та вирішив, що мова йде про торгову марку за назвою річки Твід (англ. Tweed), що тече в області Скоттиш-Бордерс через регіон з розвиненою текстильною промисловістю. Тканина була розрекламована як «Твід» і це ім'я назовсім причепилося до неї. Твід, за словами герцога, був улюбленим матеріалом як його діда Едуарда VII, так і його батька Георга V.
У першій половині XX століття величезну популярність отримали кепки і восьмиклинки з твіду — їх носили буквально всі: водії, розносники газет, фермери, ветеринари, аристократи, бандити, робітники. Потім популярність таких кепок пішла на спад, але їх іноді можна побачити і в наші дні. Дуже великий попит твідовий одяг — зокрема, твідові піджаки — мав у середині XX століття. Крім того, починаючи з 1920-х років її почали вводити в свої колекції модельєри. Першопрохідцем тут стала Коко Шанель, а потім твідом зацікавилися Ральф Лорен, Вів'єн Вествуд та інші дизайнери.

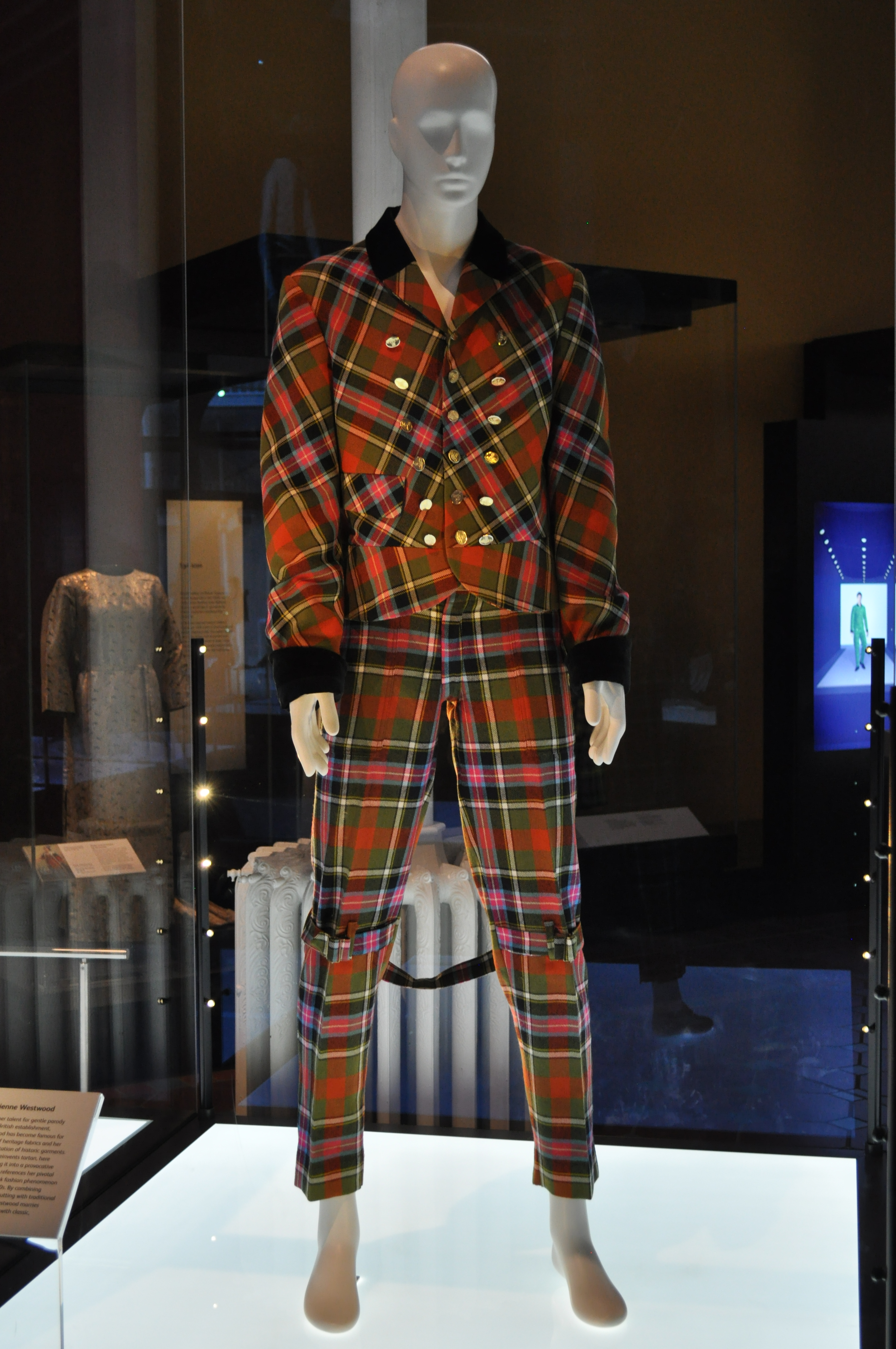
Вів'єн Вествуд Харріс Твід 1998

## Твідовий одяг і аксесуари

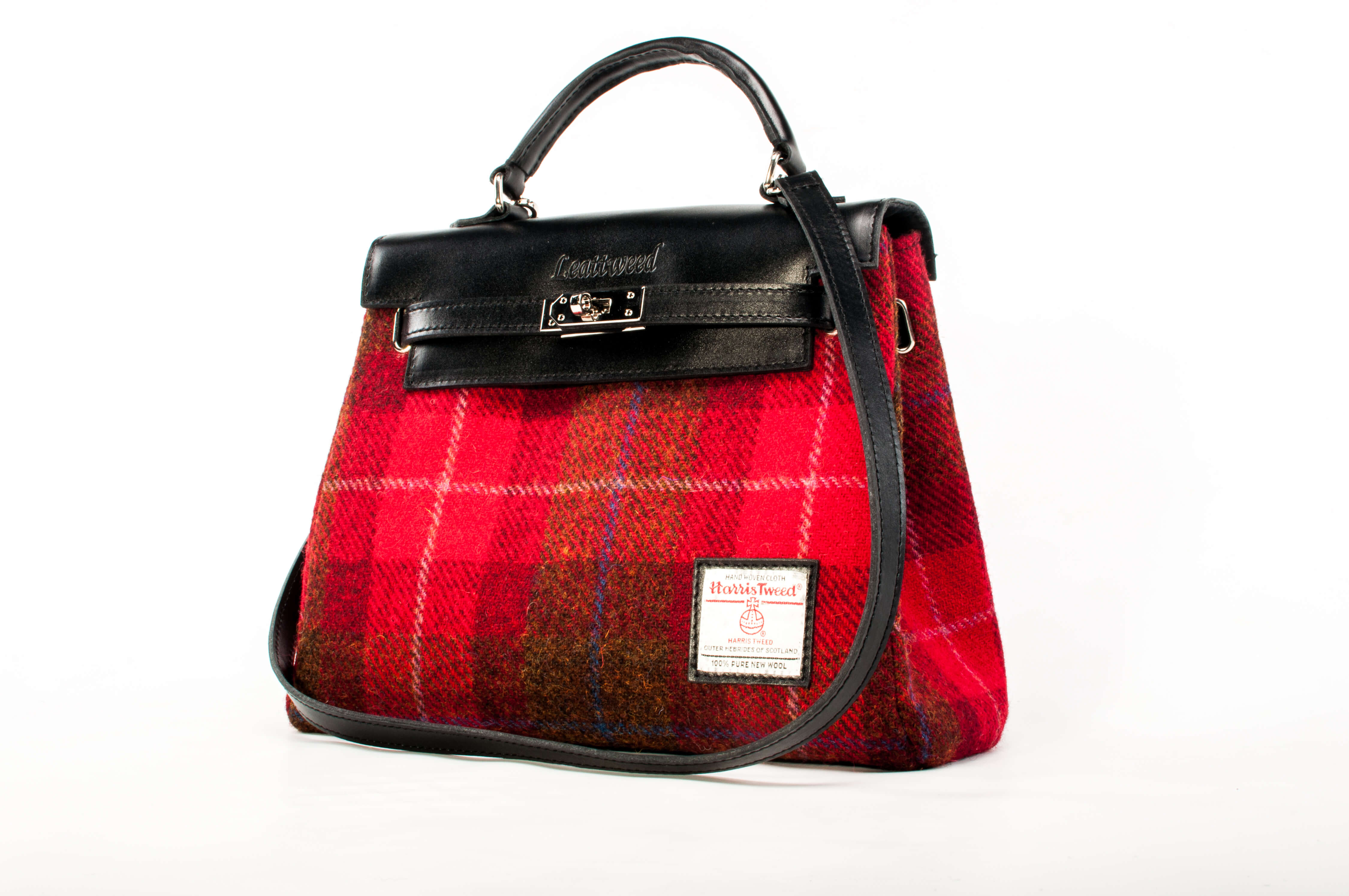
Сумка Харріс Твід

З твіду шиють безліч різних речей — починаючи від жіночих спідниць і закінчуючи чоловічими пальто. Жіночий твід досить часто відрізняється від чоловічого: у нього буває специфічна, фантазійна і дуже рельєфна фактура, а в складі можуть бути присутні штучні і синтетичні волокна, а також бавовна, льон і шовк. Забарвлення жіночого твіду найчастіше досить яскраві, але вони бувають і стриманими, спокійними.
Чоловічий твід високої якості завжди робиться з 100 % вовни або кашеміру; в бюджетних варіантах можуть використовуватися синтетичні волокна. Твідовий одяг для чоловіків зазвичай забарвлюється в один з відтінків коричневого, синього, сірого і зеленого кольорів, але при цьому він може прикрашатися досить помітними і великими орнаментами (зокрема, шотландської клітинкою). Свого часу дуже популярні були твідові костюми (двійки і трійки), але сьогодні вони зустрічаються рідко. Сучасні чоловіки, зазвичай, використовують в образі тільки одну твідову річ — наприклад, піджак, кепку, жилет або краватку.
Твідовий одяг неформальний і найкраще поєднується з виробами з фактурних матеріалів — наприклад, вельвету і фланелі. Крім цього, зараз досить часто комбінують твід з денімом. Він може добре виглядати з бавовняним або вовняним твілом, а також з фактурними шовковими тканинами і трикотажем. Серед моделей взуття з твідом дуже добре гармонують броги — як туфлі, так і черевики. Крім того, до твідового одягу підходять різні туфлі типу дербі (з відкритою шнурівкою) — в тому числі і ті, на яких немає декоративної перфорації. Черевики Чакка (chukka boots) теж можуть стати вдалими компаньйонами для твідового костюма або твідових штанів.

## Виробники твіду й одягу з нього
Твід високої якості зазвичай виготовляється у Великій Британії та Ірландії; крім того, гідні варіанти зустрічаються у італійських фабрик. Серед знавців великою популярністю користується так званий Харріс Твід (Harris Tweed), що виготовляється на Гебридських островах, які належать до Шотландії. Його виготовляють на традиційних ручних верстатах. Серед виробників такого твіду варто згадати Kenneth McKenzie, Carloway і Harris Tweed Hebrides.
Іншим місцем виробництва високоякісного твіду є ірландське графство Донегол (Donegal). Звідти походять такі фірми як Magee, Molloy & Sons, McNutt of Donegal. Донегольському твіду притаманні специфічні орнаменти — перець з сіллю (на тлі нейтрального кольору розкидані в хаотичному порядку кольорові або монохромні вкраплення). В даний час твід з таким орнаментом роблять не тільки в Донеголі, причому іноді його називають донегольським навіть в тому випадку, якщо він виготовлений в Китаї, так що назва Donegal Tweed на відміну від Harris Tweed (Харріс Твід) не є гарантією якості.
Крім цього, хороший твід випускають в англійських графствах Йоркшир і Камбрія; там базуються фірми Moon, Marton Mills, Linton Tweeds. Уваги заслуговує і продукція компаній з шотландського регіону Бордерс (Borders): Andrew Elliot, Lovat Mill.
Зазвичай, виробники твіду, не виготовляють з нього одяг самі, хоча бувають і винятки (наприклад, Magee). Серед марок одягу з британського і ірландського твіду можна згадати Cordings, Chanel, Burberry, Bucktrout Tailoring, Aspesi, Walker Slater, Purdey, Brooks Brothers, Crombie. При цьому варто мати на увазі, що в ряді випадків британське або ірландське походження тканини поєднується з виробництвом самого одягу в інших країнах світу.